# Eugène Ionesco

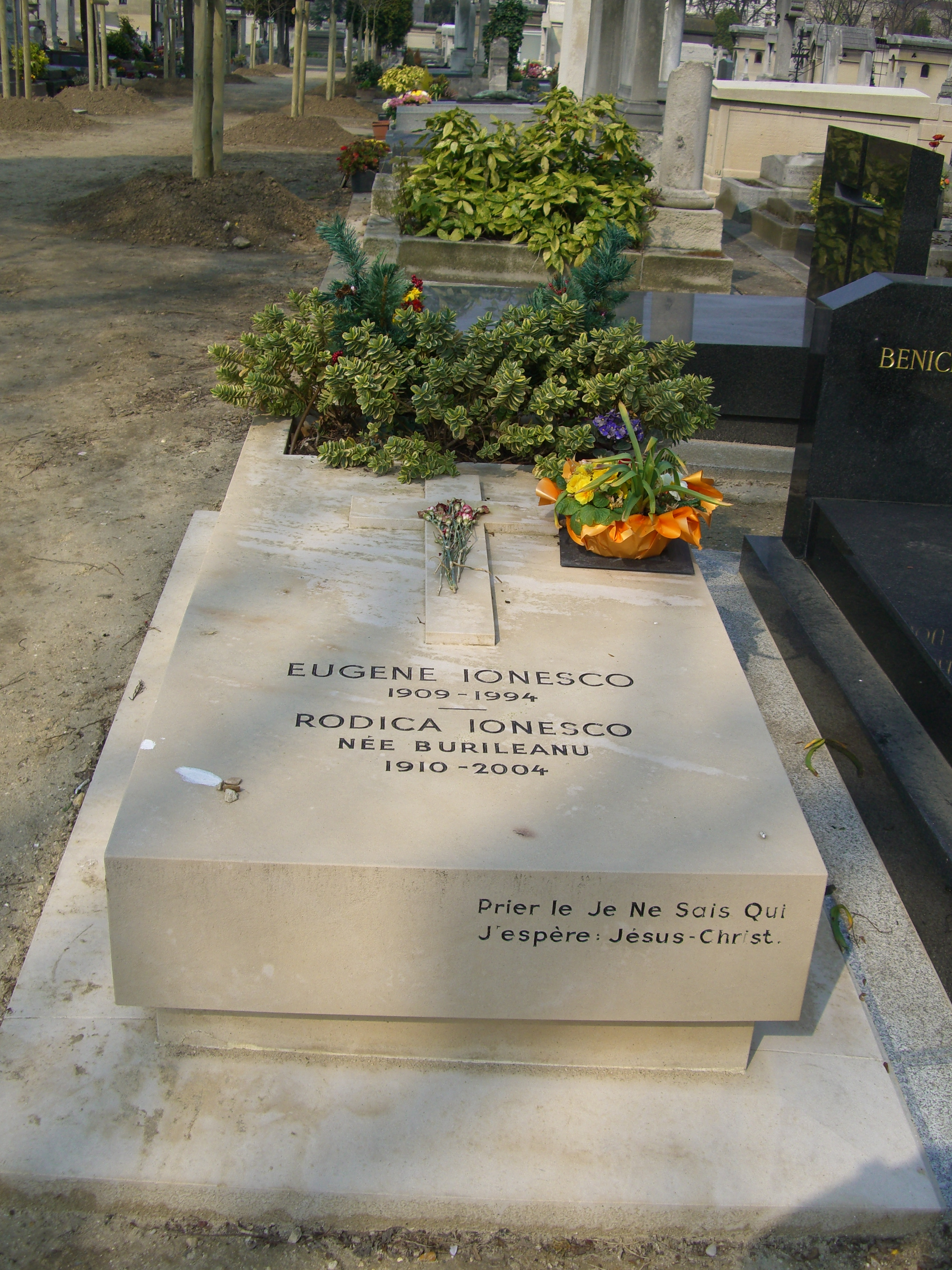
Mộ của Ionesco

Eugène Ionesco (1909 - 1994) (tên khai sinh Eugen Ionescu,tiếng Rumani: e.ud͡ʒen i.onesku) sinh tại Slatina, Rumani. Ông là một nhà viết kịch nổi tiếng người Pháp và của thế giới.

## Tiểu sử
Ông sinh ngày 26 tháng 11 năm 1909 trong một gia đình mà bố ông là người Rumani còn mẹ là người Pháp. Năm 1912 ông mới được rửa tội theo đạo Chính thống Rumani vì mới đầu ông theo tôn giáo của mẹ là đạo Tin lành. Vì thế, nhiều tài liệu đã ghi năm sinh của ông là năm 1912.
Thời thơ ấu của ông chủ yếu là ở Pháp. Gia đình ông chuyển đến Pháp sinh sống không lâu sau khi ông ra đời. Năm 16 tuổi, sau khi cha mẹ ông ly dị, ông quay trở lại Rumani để theo học Đại học Bucharest về nghiên cứu văn học Pháp. 3 năm sau, ông đã trở thành một giáo viên tiếng Pháp ở một trường trung học ở thủ đô sau khi tốt nghiệp với bằng cử nhân.
Năm 1938, ông quay trở lại Pháp và sống ở Paris, ông trở thành công dân Pháp và ông đã chuyên tâm vào lĩnh vực văn chương. Ông lánh nạn trong chiến tranh thế giới thứ hai vào năm 1942 ở Marseille một thời gian sau đó mới quay trở lại Paris khi giải phóng. Năm 1970, ông được bầu vào Viện Hàn lâm Pháp.
Ông qua đời vào ngày 28 tháng 3 năm 1994 tại Pháp. Thi hài ông được chôn cất tại nghĩa trang Montparnasse ở Paris, nghĩa trang dành cho các nhà văn nổi tiếng của Pháp.

## Sự nghiệp
Ông sáng tác từ khi còn trẻ với tuyển tập trong "Những khúc bi ca vì những con người nhỏ nhoi". Đến năm 1949, ông mới thực sự chuyên tâm vào viết kịch. Ông đã gặt hái được rất nhiều thành công như: "Nữ ca sĩ hói đầu" năm 1950 đã làm xôn xao dư luận kịch trường châu Âu, mở đường cho một dòng kịch mới đó là "kịch phi lý". Dòng kịch này hấp thu những vấn đề cơ bản của triết học hiện tại, mang tính thần thoại. Các vở kịch thường có nội dung xoay quanh việc phản ánh sự tha hóa của con người, xã hội là một cõi thế giới hư vô, rời rạc. Sau đó, lần lượt các tác phẩm nổi tiếng của ông sử dụng yếu tố hài, tiếng cười khinh bạc con người như:
"Những chiếc ghế" (1952), "Các nạn nhân của nghĩa vụ" (1953), "Con gái đến tuổi lấy chồng" (1953), "Thuê nhà mới" (1953), "Bức tranh" (1955), "Kẻ giết người không công" (1959), "Con tê giác" (1960), "Đói và khát" (1966), "Macbett" (1972), "Những cuộc hành trình xuống âm phủ" (1981)....Rồi các vở kịch ngắn như: "Cảnh bộ tứ" (1959), "Cuồng nhiệt tay đôi" (1962), "Lỗ hổng" (1966)...
Ông cũng đã thử sức trong một số lĩnh vực như sáng tác kịch bản phim với "Sự nổi giận" (1961) rồi tiểu thuyết "Người cô đơn" (1973), tiểu luận " Những phương thuốc" (1973) và rất nhiều truyện ngắn, bút ký.
Ionesco đã nhận được rất nhiều các giải thưởng văn học lớn của thế giới như Giải thưởng văn học văn học Áo ở châu Âu (1971), Giải thưởng văn học Jerusalem (1973), bằng Tiến sĩ danh dự tại các trường Đại học New York, Leuven, Warwick và Tel Aviv.